# Virginia Stablum
Virginia Stablum (Trento, 17 febbraio 1998) è una modella italiana nota per essere Miss Universo Italia 2022 ed aver partecipato a Miss Universo .

## Biografia
Virginia Stablum nasce a Trento, ha origini tedesche da parte di madre e nigeriane da parte di padre. Si diploma al Liceo Linguistico di Trento "Sophie M. Scholl" e inizia gli studi in scienze della comunicazione presso l'Università degli Studi di Verona a Verona. È apparsa in Uomini e donne dove incontra il tronista Nicolò Brigante. Prima dello spettacolo, ha frequentato Ignazio Moser, nel luglio 2018 ha frequentato Daniele Carretta.
Dal 2023 ha una relazione con l'influencer Luca Vezil. Come modella, rappresentata dall'agenzia The Fashion Model Management di Milano, ha lavorato non solo in Italia ma anche a Parigi, Barcellona e New York.

## Concorso di bellezza
L'11 giugno 2017 ha gareggiato contro altre 50 candidate a Miss Mondo Italia 2017 al "Teatro de Roma" di Gallipoli. Si è classificata nella Top 5 e ha vinto il premio Miss Mondo Cover Girl 2017.
Il 18 settembre 2022 rappresenta il Trentino-Alto Adige nel concorso Miss Universo Italia 2022 presso "Lo Smeraldo Ricevimenti di Lusso" di Canosa di Puglia, dove vince il titolo succedendo a Caterina Di Fuccia. Ha rappresentato l'Italia a Miss Universo 2022.